# Faro de Torredembarra
El faro de Torredembarra es un faro situado al borde del mar en la localidad de Torredembarra, en la provincia de Tarragona, Cataluña, España. Está gestionado por la autoridad portuaria del Puerto de Tarragona.

## Historia
Se decidió construir el faro en 1985 según los criterios del Plan de Señales Marítimas 1985-1989. Comenzó su construcción en 1999, y, a finales de dicho año, se terminó. El encendido se produjo a las 00:00 horas del día 1 de enero del año 2000. Fue el último faro construido en España en el siglo XX, y fue diseñado por el arquitecto Josep Maria Llinàs.